# Riet Grabijn-van Putten
Riet Grabijn-van Putten (Kampen, 1933) is een Nederlands SGP-lid dat in 1984 als eerste vrouw tot de partij toetrad en binnen de partij een belangrijke voorvechtster is van het recht als vrouw als volledig lid (met actief én passief kiesrecht) te kunnen functioneren. Het Grabinaat, waarin een groep SGP-vrouwen die met de partijleiding over vrouwenstandpunten willen spreken, zich verenigd heeft, is naar Grabijn vernoemd.

## Privéleven
Grabijn werd geboren als jongste van negen kinderen. Ze beschrijft zelf haar familie met veel warmte. Haar familie was lid van de Gereformeerde Gemeenten en haar vader, die toen zij elf was stierf, was zelf SGP-raadslid. Hij was tegen de inmenging van vrouwen in de politiek. Haar moeder stemde dan ook niet, tot haar vader overleed en zij wel haar kiesrecht ging uitoefenen. Grabijn zou zelf stemmen vanaf het moment dat ze het kiesrecht verwierf, daar zij vrouwen in wereldlijke ambten niet als problematisch ervaart, hoewel zij wel tegen vrouwen in kerkelijke ambten is. Haar moeder overleed toen ze 18 jaar was. Grabijn besloot daarop in 1954 te verhuizen naar een kamer in Den Haag om dichter bij haar verloofde Coop Grabijn te zijn die studeerde in Delft. Coop was eveneens SGP-stemmer en lid van de Gereformeerde Gemeenten. Zelf zou Grabijn zeggen over Coop en zijn belang voor haar houding binnen de SGP: "Ik had natuurlijk in mijn strijd ook alles mee. Ik had om te beginnen een man die voor 600% achter mij stond." Coop kreeg in de jaren 2000 Alzheimer en overleed enige tijd daarna. Grabijn verhuisde hierop naar Sassenheim om dichter in de buurt van haar dochter te zijn.
Coop en Riet trouwden in 1956. Al snel volgden er een dochter, Gertrude (1963), en twee zoons die de volwassen leeftijd niet zouden halen. In 1972 trad Grabijn in dienst als secretaresse bij de Sociaal-Economische Raad, een baan die ze tot haar verrassing zeer gemakkelijk met het moederschap kon verenigen, daar zij grotendeels thuis kon werken. Ze zou hier tot haar 60ste werken, waarna zij met de VUT en later met pensioen ging. Zij zou later zeggen dat haar werk bij de SER ervoor gezorgd had dat zij geen angst had voor zalen vol mensen, wat haar hielp in de discussie rondom vrouwenrechten binnen de partij.

## Deelname partijcongres
Grabijn had in 1984 het volle lidmaatschap van de SGP aangeboden gekregen, in een, zoals De Groene Amsterdammer omschrijft, verrassende aanval van tolerantie. Hoewel dit in haar directe kieskring, Den Haag, geen problemen opleverde, was de nabijgelegen kieskring Scheveningen, die veel behoudender was, er niet gelukkig mee. Ook verder weg gelegen kieskringen, zoals die van de Veluwe, zagen een vrouwelijk lid met lede ogen aan. In 1991 wilde Grabijn naar het partijcongres van de SGP en vroeg zij hiervoor een toegangskaart aan. Deze werd haar geweigerd op grond van haar vrouw-zijn. Grabijn liet dit één jaar over haar kant gaan en waarschuwde de SGP dat ze voor het congres van 1992 een advocaat zou inschakelen als zij niet toegelaten werd. Hierop kreeg zij een toegangskaart voor 1992 toegestuurd, met het dringende verzoek van deelname af te zien en de waarschuwing dat ze mogelijk met geweld door bepaalde leden zou worden geweerd.
Ondanks de waarschuwingen besloot Grabijn toch te gaan. Ze werd niet aangevallen, maar van een hartelijke ontvangst was ook geen sprake. Zodra zij (en de andere vrouwelijke leden die met haar mee waren) binnenkwam, viel het gehele congres stil. Ze werd door SGP-jongeren in een hoek gedreven en honend aan de tand gevoeld. Grabijn kon een jaar later toch een grap over de situatie maken: "Ik heb, wat mannen betreft, mijn hele leven nog niet zoveel bekijks gehad."

## Gevolgen van lidmaatschap
Grabijns houding binnen de SGP en haar keus om binnen de partij te blijven heeft veel in gang gezet binnen de partij. Sinds 2006 mogen alle vrouwen binnen de partij volwaardig lid zijn en sinds 2013 mogen vrouwen ook op de kieslijst van de partij, hoewel de partijbeginselen in die periode nog altijd afwijzend waren tegenover passief kiesrecht voor vrouwen. In 2014 werd Lilian Janse-van der Weele het eerste vrouwelijke gemeenteraadslid, nadat de Vlissingse leden van de partij hadden ingestemd met haar verschijnen op de kieslijst. Paula Schot volgde in 2018 als eerste vrouwelijke SGP-lijsttrekker in Amsterdam en in 2020 als eerste vrouwelijke SGP-wethouder ooit, in Schouwen-Duiveland. In 2021 woedde er een ideologische strijd in de jongerentak van de SGP over het al dan niet aanraden aan de SGP als geheel dat er actief vrouwen op de (landelijke) kieslijst werden geplaatst. In die periode wilden vrouwen binnen de SGP ook de discussie aangaan met het partijleiderschap. Om dit te doen verenigden ze zich in Het Grabinaat, dat naar Riet Grabijn vernoemd was.
In 1996 verscheen er een boek van Grabijns hand over de situatie rondom de partijcongressen van 1991 en 1992. Het droeg de titel Ik wil het gewoon vertellen: over het vrouwenlidmaatschap van de SGP.
- International Standard Name Identifier: 0000 0000 3181 653X
- Library of Congress Control Number: n96102749
- Nederlandse Thesaurus van Auteursnamen: 148746012
- Virtual International Authority File: 63280638